# Eva Haule
Eva Haule (Tübingen, 16 de julio de 1954) es una exmiembro de la tercera generación de la Fracción del Ejército Rojo (RAF).

## Biografía
En 1984, se unió a la Fracción del Ejército Rojo.
Fue arrestada el 2 de agosto de 1986 en Rüsselsheim am Main, junto a Luitgard Hornstein y Christian Kluth. Su juicio con sus dos compañeros se abrió en Stuttgart el 1 de septiembre de 1987. Debido a su pertenencia a una organización terrorista, además de delitos de falsificación, violación de la ley sobre armas y ataques con armas e intento de ataque, fue condenada el 28 de junio de 1988 a 15 años de prisión.
En 2001, debido a nuevas pruebas, se abrió un nuevo juicio en el Tribunal Superior de Frankfurt. El 7 de enero de 1993, el fiscal general investigó a miembros de la RAF por triple asesinato y 23 intentos de asesinato, incluido el asesinato en 1985 del soldado estadounidense Edward Pimental. En la celda de Haule se encontró una carta en la que admitía su participación en el crimen. Fue condenada a cadena perpetua en Frankfurt el 28 de abril de 1994.
Estuvo detenida en la prisión para mujeres de Preungesheim y luego en Berlín.
Durante su estancia en prisión, tomó clases de fotografía.
El 16 de agosto de 2007, su solicitud de libertad fue aceptada por el Tribunal Regional Superior de Frankfurt. Su liberación estaba prevista para el 21 de agosto. Sin embargo, los oficiales la liberaron el día 17 para protegerla de los medios. Desde entonces no ha mostrado ningún remordimiento por sus acciones como miembro de la RAF.
Actualmente se dedica a tomar fotografías de otras mujeres encarceladas. Su colección, llamada "Retratos de mujeres bajo cautiverio", ha sido exhibida.